# Dabbahu
Dabbahu (jiné názvy: Boyne, Boine, Moina) je masivní stratovulkán, nacházející se asi 40 km jižně od sopky Alayta v Afarské depresi v Etiopii. Sopka je tvořena obsidiánovými dómy a lávovými proudy a pemzovými struskovými kužely, překrývajícími starší horniny, převážně čedičově-trachytického složení.
Četné fumaroly se táhnou od hřbetu vulkánu severovýchodním směrem, až k vulkánu Alayta. Erupce z roku 2005 si vyžádala evakuaci asi 6000 lidí z okolních vesnic.